# Ontario Institute for Cancer Research

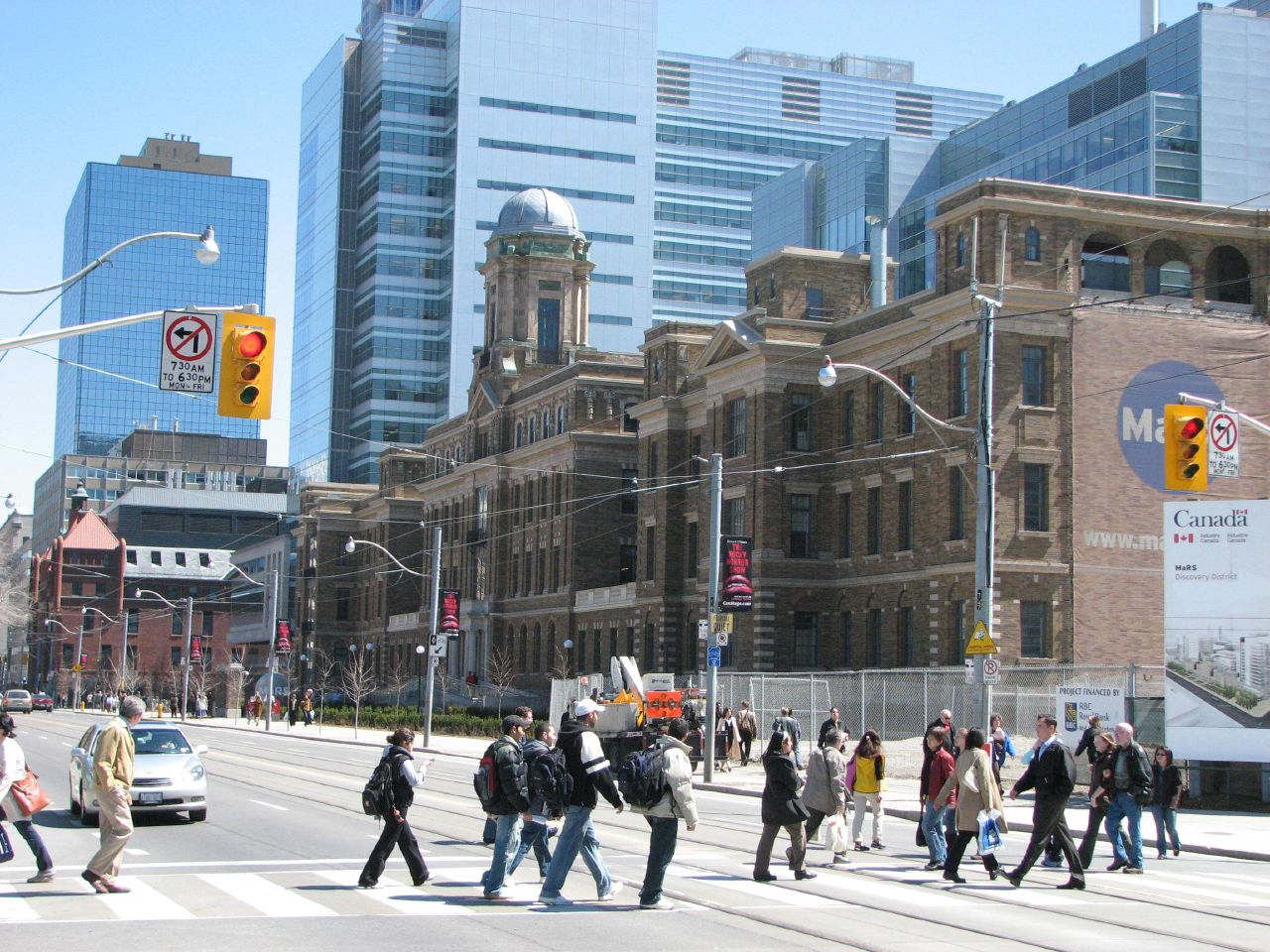
MaRS Bio-Tech, mit Toronto General Hospital (Hintergrund)

Das Ontario Institute for Cancer Research (OICR) ist eine Non-profit-Forschungseinrichtung für Krebs- und Tumorerkrankungen mit Hauptsitz in Toronto, Ontario, Kanada. Die Forschungseinrichtung erforscht neue Techniken für Krebsfrüherkennung, Prävention, Diagnose sowie Zerstörung des Krebstumors. Das Forschungsinstitut wurde im Jahre 2005 von der Provinzregierung Ontarios gegründet. Die Forschungseinrichtung erhält ihr Budget von Ministry of Research and Innovation. An dem Forschungsinstitut sind ca. 200 Mitarbeiter am Hauptsitz, dem MaRS Centre angestellt. Weiterhin sind mehr als 300 Wissenschaftler an den jeweiligen Krankenhaus-Forschungsinstituten sowie an den Forschungsinstituten der Universitäten in Ontario angestellt.

## Forschungsbereiche
- Genetik
- Bioinformatik
- Pharmazeutische Chemie
- Krebsstammzelle
- Bildgebende Diagnostik
- Immun- und Biotherapien, klinische Tests

## Forschungszentrum
Das Forschungszentrum am Hauptsitz in Toronto umfasst drei Labore mit mehr als 5.233 m². Diese befinden sich im MaRS Centre in der Innenstadt von Toronto im Discovery District. In der Nachbarschaft befindet sich die University of Toronto sowie das University Health Network. Dieses umfasst das Princess Margaret Hospital, das Toronto General Hospital, das Hospital for Sick Children und das Mount Sinai Hospital. Somit befindet sich das Areal nördlich von Torontos Financial District. Weitere Forschungszentren, die von OICR finanziert werden, befinden sich in Hamilton, Kingston, London, Ottawa, Sudbury, Thunder Bay und Waterloo.
Im Discovery-Bezirk am MaRS-Gelände haben viele große internationale Pharmahersteller einen Forschungssitz. Darunter finden sich GE Healthcare, GlaxoSmithKline, Merck, Interface Biologics, Kanata Chemical Technologies und das McLaughlin Centre for Molecular Medicine.